# جاکومو لئوپاردی
جاکومو لئوپاردی (ایتالیایی: Giacomo Leopardi؛ زاده ۲۹ ژوئن ۱۷۹۸ درگذشته ۱۴ ژوئن ۱۸۳۷) یک نویسنده، شاعر، فیلسوف و محقق اهل ایتالیا بود. از وی به‌عنوان بزرگ‌ترین شاعر قرن نوزدهم ایتالیا و از نام‌دارترین نویسندگان مکتب رمانتیسیم یاد می‌شود. جهان او را یکی از بزرگ‌ترین شاعران ایتالیایی قرن نوزدهم می‌داند.

## زندگی
لئوپاردی در ۲۹ ژوئن سال ۱۷۹۸ در شهر کوچک استانی رکاناتی در یک خانواده اشرافی محلی در رکاناتی در مارکه، در زمان حکومت پاپ به دنیا آمد.
او از دوران جوانی کتابخوانی مشتاق بود و عاشق گذراندن وقت در کتابخانهٔ پدرش بود. او در این دوره به زبان‌های لاتین، یونانی باستان و عبری مسلط شد و این پایه و اساسی گشت برای تبدیل شدن او به یک لغت‌شناس، دانشمندی که تاریخ و توسعه زبان‌ها را مطالعه می‌کند. او در ادامه چندین اثر کلاسیک لاتین و یونانی را ترجمه کرد.
لئوپاردی عاشق ایده‌های روشنگری شد، جنبشی فلسفی که عقل و منطق را به جای خرافات ترویج می‌کرد. او در اعتقادات خود راسخ بود و به یکی از رادیکال‌ترین متفکران زمان خود تبدیل شد.
او در ۱۴ سالگی «پمپی در مصر» (Pompeo in Egitto) را نوشت، مانیفستی در انتقاد از یکی از قدرتمندترین شخصیت‌های رم. او در سال‌های بعد آثار مختلف فلسفی و اشعار برجسته‌ای چون «رویکرد مرگ» (L'appresamento della morte)، «سرود نپتون» (Inno a Nettuno) و «خاطرات» (Le rimembranze) را نوشت.
لئوپاردی بقیه دوران حرفه‌ای خود را صرف سرودن اشعارش کرد، از جمله «ترانه‌ها» (Canti) و «دفتر آهنگ» (Canzoniere). نوشته‌های او اغلب به بررسی میهن‌پرستی، عشق نافرجام و تأملات عمیق در مورد هستی انسان می‌پردازد و او را به پیشروی اگزیستانسیالیسم تبدیل می‌کند. یکی از آخرین قطعات ادبی او «اپرت اخلاقی» یا «آثار اخلاقی کوچک» (Operette morali) بود، مجموعه ای از مقالات فلسفی شوخ‌طبعانه که به سبک کنایه‌ای نوشته شده‌است.
او به‌طور گسترده به عنوان یکی از رادیکال‌ترین و چالش برانگیزترین متفکران قرن نوزدهم در نظر گرفته می‌شود، اما منتقدان ایتالیایی به‌طور معمول با هم‌عصر قدیمی‌اش، الساندرو مانزونی، علیرغم بیان «مواضع کاملاً متضاد» مقایسه می‌کنند. اگرچه او در یک شهر منزوی در ایالات محافظه‌کار پاپ زندگی می‌کرد، اما با ایده‌های اصلی روشنگری در تماس بود و از طریق تکامل ادبی خود، اثر شاعرانه‌ای قابل توجه و مشهور، مربوط به دوران رمانتیک خلق کرد. کیفیت غزلی قوی شعر لئوپاردی، او را به یک شخصیت اصلی در چشم‌انداز ادبی و فرهنگی اروپا و بین‌المللی تبدیل کرد.